# Schönberg (België)
Schönberg is een dorp in de Belgische provincie Luik en een deelgemeente van de stad Sankt Vith. Schönberg ligt op ongeveer 10 kilometer van Sankt Vith. Tot 1 januari 1977 was het een zelfstandige gemeente.
De deelgemeente ligt in een dal midden tussen de bossen van de Belgische Eifel. Door Schönberg loopt de rivier de Our, die het dorpje in tweeën verdeelt.

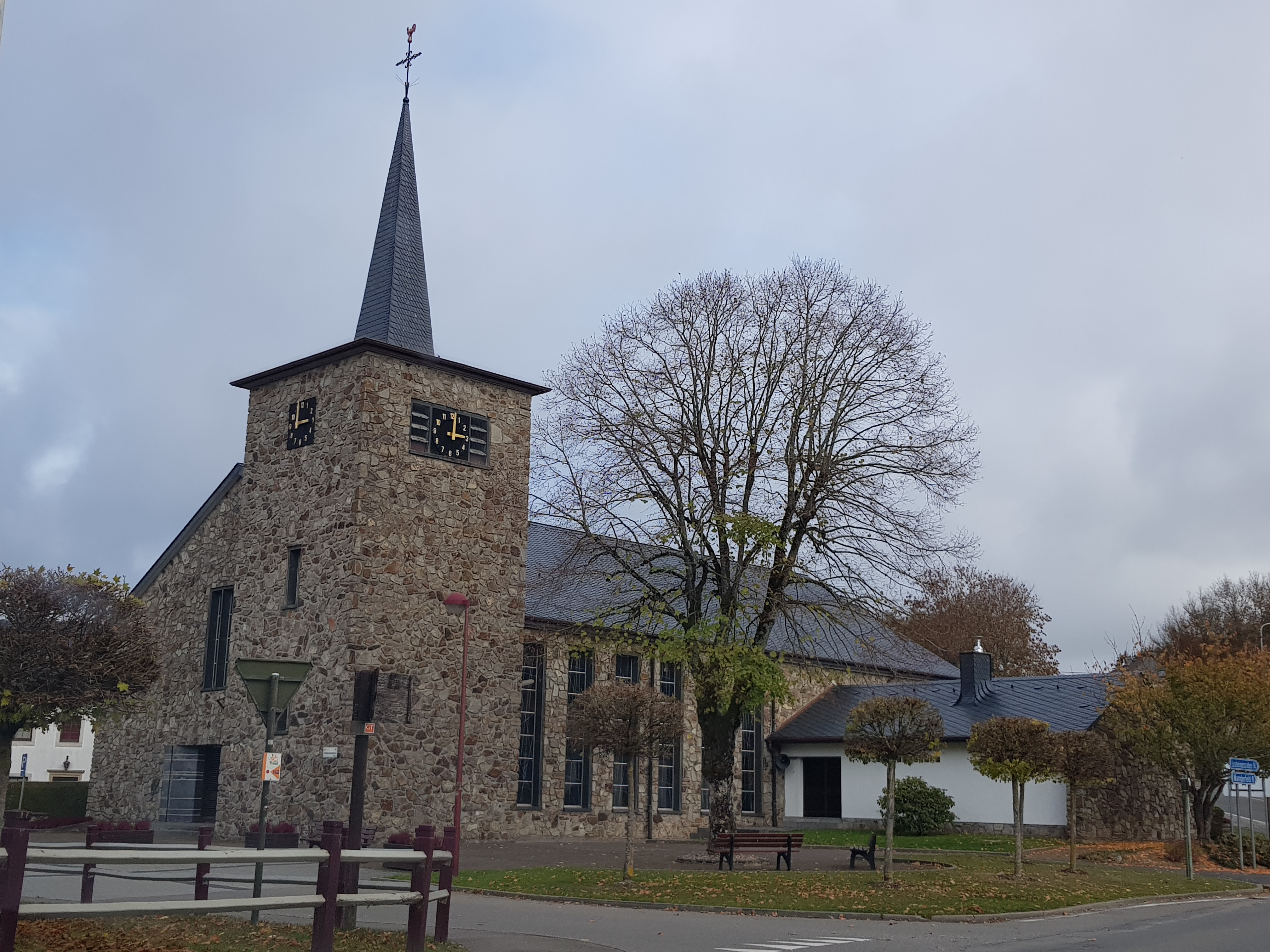
Sint-Joriskerk

## Kernen
Tot de deelgemeente Schönberg behoren de kernen Alfersteg, Amelscheid, Andler en Rödgen.

## Geschiedenis
De heerlijkheid Schönberg werd gesticht door de Abdij van Prüm. De heer zetelde in een burcht, die echter in 1689 door de troepen van Lodewijk XIV van Frankrijk werd verwoest.
Vanaf 1374 hoorde Schönberg bij het Keurvorstendom Trier, tot aan de Franse overheersing die in 1794 begon.
Vanaf 1798 tot de nederlaag van Napoleon Bonaparte in 1814 maakte Schönberg deel uit van het Franse Saardepartement waarna het bij Pruisen werd gevoegd.
In 1920 werd het, conform het Verdrag van Versailles, bij België gevoegd.
Schönberg werd, na de Duitse bezetting in 1940, bevrijd door de Amerikanen. Op 16 december 1944 begon echter het Ardennenoffensief en op 17 december 1944 stonden de Duitse troepen opnieuw in Schönberg, dat vrijwel geheel werd verwoest. De Duitsers trokken vervolgens op naar Bastenaken, doch eind december namen de Amerikanen weer het initiatief in handen.

## Demografische ontwikkeling
- Bronnen:NIS, Opm:1930 tot en met 1970=volkstellingen, 1976 inwoneraantal op 31 december

## Bezienswaardigheden
- Sint-Joriskerk (Sankt Georg Kirche), een moderne kerk, gebouwd in breuksteen. De kerk bezit een 16e-eeuwse beeldengroep.

## Nabijgelegen kernen
Mackenbach, Sankt Vith, Bleialf, Andler, Meyerode, Wallerode
Deelgemeenten: Crombach · Lommersweiler · Recht · Sankt Vith · Schönberg

Overige kernen: Alfersteg · Amelscheid · Andler · Atzerath · Breitfeld · Eiterbach · Emmels (Nieder-Emmels · Ober-Emmels) · Galhausen · Heuem · Hinderhausen · Hünningen · Mackenbach · Neidingen · Neubrück · Neundorf ·  Rödgen · Rodt · Schlierbach · Setz · Steinebrück · Wallerode · Weppeler · Wiesenbach

Belgische gemeenten · Duitstalige Gemeenschap · Arrondissement Verviers · Luik · Wallonië